# Evince
Evince je jednoduchý prohlížeč dokumentů, jehož cílem je sjednocení zvláštních aplikací každého formátu do jedné aplikace. Evince je výchozím prohlížečem desktopového prostředí GNOME s podporou PDF, Postscript, TIFF, DjVu a dvi. Evince je svobodný software šířený v souladu s licencí GNU General Public License.

## Základní vlastnosti
- Podpora PDF, Postscript, TIFF, DjVu a dvi
- Integrace s GNOME desktopem (podpora přetahování souborů do Evince, částečně gnome-vfs)
- Podpora tisku prostřednictvím frameworku GNOME
- Náhledy stránek
- Vyhledávání, zvýrazňování vyhledávaného výrazu, počet výsledků
- Indexování obsahu (je-li informace součástí PDF, je zobrazen pomocí stromu)
- Prohlížení šifrovaných PDF dokumentů
- Podpora GNOME Human Interface Guidelines

## Historie a verze
Program Evince byl zařazen do GNOME ve verzi 2.12 vydané 7. září 2005. Je napsán převážně v jazyce C krom části komunikující s knihovnou Poppler pro práci s PDF, která je napsaná v C++.
Jako přímá součást GNOME používá Evince stejné číslování stabilních verzí, ale čísla vývojových verzí se mohou lišit. Čísla verzí před nedávnem prodělala změnu, aby odpovídala GNOME, proto po verzi 0.9 byla vydána vývojová verze 2.19 a následně 2.20.